# Botryllus rosaceus
Botryllus rosaceus is een zakpijpensoort uit de familie van de Styelidae. De wetenschappelijke naam van de soort is voor het eerst geldig gepubliceerd in 1816 door Marie Jules César Savigny.
Savigny meldde dat de soort werd aangetroffen in de Golf van Suez op Cynthia momus (= Herdmania momus).